# Fiat Punto (type 188)
Fiat Punto er en minibil fra Fiat Automobiles. Denne artikel omhandler den anden modelgeneration, som havde den interne betegnelse 188, og var i produktion i årene 1999 til 2007.

## Historie
Til sin 100-års fødselsdag præsenterede Fiat i maj 1999 den anden modelgeneration af Punto, som kom på markedet i september 1999.
I modsætning til forgængeren fandtes anden generation af Punto kun som tre- og femdørs; cabrioletudgaven af forgængeren blev dog fortsat produceret frem til juni 2000. Et teknisk kendetegn var den elektriske servostyring. I "City"-modus behøver man ikke ret meget kraft til at styre bilen, så man let kan parkere. Fra 50 km/t går styringen automatisk over på standardmodus, så man igen behøver mere kraft til at styre bilen.
Fiat Punto Rallye var udviklet til motorløb og solgt racerklar til kunderne. Kun undervognens afstemning måtte ændres. I 2001 blev der introduceret en Abarth-model med 1,8-liters 16V-motor og lavere vægt.

## Udstyrsvarianter
- S (60 hk benzin)
- SX (60 og 80 hk benzin og 80 hk diesel)
- ELX (60 og 80 hk benzin samt 80 hk diesel)
- HLX (80 hk benzin)
- Emotion (95 hk benzin samt 85 og 100 hk diesel)
- Sporting (80 og 95 hk benzin)
- HGT (130 hk benzin)

I marts 2003 forlod bil nr. 5.000.000 til det europæiske marked samlebåndet. I juni 2005 var der i alt blevet produceret 6.000.000 Puntoer.
- Punto tredørs bagfra
- Fiat Punto femdørs
(1999–2003)

## Facelift
I juni 2003 fik Punto et facelift. Udstyrsvarianterne blev i forbindelse med faceliftet omdøbt til Active, Dynamic, Emotion, Sporting og Abarth, hvor sidstnævnte var topmodellen med 130 hk. I kort tid fandtes også varianterne Class, GO, Sole, Sound og Start.
- Fiat Punto tredørs (2003–2007)
- Bagfra

Den anden modelgeneration af Punto forblev i femdørsudgaven i programmet frem til slutningen af 2007 som billig indstigningsmodel Punto Start og blev til andre, hovedsageligt østeuropæiske markeder bygget af Zastava under navnet Zastava 10 og i nogle tilfælde også solgt som Fiat (f.eks. i Ungarn). I Italien og Østrig blev Punto II frem til slutningen af 2009 solgt under navnet Punto Classic.
I Egypten er modelskiftet derimod ikke gennemført, og derfor fremstilles og sælges Punto fra 1999 fortsat af Seoudi Group.

## Sikkerhed
Det svenske forsikringsselskab Folksam vurderer flere forskellige bilmodeller ud fra oplysninger fra virkelige ulykker, hvorved risikoen for død eller invaliditet i tilfælde af en ulykke måles. I rapporterne Hur säker är bilen? er/var Punto i årgangene 1999 til 2004 klassificeret som følger:
- 2009: Dårligere end middelbilen[3]
- 2011: Dårligere end middelbilen[4]
- 2015: Som middelbilen[5]
- 2017: Mindst 20 % dårligere end middelbilen[6]

## Tekniske data

### Benzinmotorer
|                                                | 1.2 8V              | 1.2 8V Natural Power1 | 1.2 16V                                      | 1.4 16V                                 | 1.8 16V                      |                |
| Byggeår                                        | 9/1999−8/20052      | 6/2003−8/20052        | 9/1999−8/2005                                | 6/2003−8/2005                           | 9/1999−8/2005                |                |
| Motordata                                      |                     |                       |                                              |                                         |                              |                |
| Motorkode                                      | 188A4000            | 188A4000              | 188A5000                                     | 843A1000                                | 188A1000, 183A6000           |                |
| Motortype                                      | R4-benzinmotor      | R4-benzinmotor        | R4-benzinmotor                               | R4-benzinmotor                          | R4-benzinmotor               | R4-benzinmotor |
| Antal ventiler pr. cylinder                    | 2                   | 2                     | 4                                            | 4                                       | 4                            | 4              |
| Ventilstyring                                  | OHC, tandrem        | OHC, tandrem          | DOHC, tandrem                                | DOHC, tandrem                           | DOHC, tandrem                | DOHC, tandrem  |
| Fødesystem                                     | Multipoint          | Multipoint            | Multipoint                                   | Multipoint                              | Multipoint                   | Multipoint     |
| Trykladning                                    | –                   | –                     | –                                            | –                                       | –                            | –              |
| Køling                                         | Vandkøling          | Vandkøling            | Vandkøling                                   | Vandkøling                              | Vandkøling                   | Vandkøling     |
| Boring × slaglængde                            | 70,8 × 78,9 mm      | 70,8 × 78,9 mm        | 70,8 × 78,9 mm                               | 72,0 × 84,0 mm                          | 82,0 × 82,7 mm               | 82,0 × 82,7 mm |
| Slagvolume                                     | 1242 cm³            | 1242 cm³              | 1242 cm³                                     | 1368 cm³                                | 1747 cm³                     | 1747 cm³       |
| Kompressionsforhold                            | 9,5:1               | 9,5:1                 | 10,6:1                                       | 11,0:1                                  | 10,3:1                       | 10,3:1         |
| Maks. effekt ved omdr./min.                    | 44 kW (60 hk) 5000  | 38 kW (52 hk) 5000    | 59 kW (80 hk) 5000                           | 70 kW (95 hk) 5800                      | 96 kW (130 hk) 6300          |                |
| Maks. drejningsmoment ved omdr./min.           | 102 Nm 2500         | 88 Nm 2500            | 114 Nm 4000                                  | 128 Nm 4500                             | 164 Nm 4300                  |                |
| Kraftoverførsel                                |                     |                       |                                              |                                         |                              |                |
| Drivende hjul                                  | Forhjul             | Forhjul               | Forhjul                                      | Forhjul                                 | Forhjul                      |                |
| Gearkasse (standardudstyr)                     | 5-trins manuel      | 5-trins manuel        | 5-trins manuel                               | 5-trins manuel                          | 5-trins manuel               |                |
| Gearkasse (ekstraudstyr)                       | Sekventiel manuel   | –                     | Trinløs ECVT                                 | 6-trins manuel                          | –                            |                |
| Gearkasse (ekstraudstyr)                       | Sekventiel manuel   | –                     | 6-trins manuel                               | 6-trins manuel                          | –                            |                |
| Præstationer                                   |                     |                       |                                              |                                         |                              |                |
| Topfart                                        | 155 km/t            | 145 km/t              | 175 km/t 6-trins: 172 km/t ECVT: 165 km/t    | 178 km/t                                | 205 km/t                     |                |
| Acceleration 0-100 km/t                        | 14,3 sek.           | 19,0 sek.             | 11,4 sek. 6-trins: 10,9 sek. ECVT: 12,6 sek. | 9,9 sek. 6-trins: 9,6 sek.              | 8,6 sek.                     |                |
| Brændstofforbrug pr. 100 km ved blandet kørsel | 5,7 liter Blyfri 95 | 4,3 kg Autogas        | 6,0 liter ECVT: 6,5 liter Blyfri 95          | 6,1 liter Sporting: 6,6 liter Blyfri 95 | 8,3 liter Blyfri 95          |                |
| CO2-udslip ved blandet kørsel                  | 136 g/km            |                       | 142 g/km ECVT: 155 g/km                      | 145 g/km Sporting: 156 g/km             | 197 g/km                     |                |
| Bemærkninger                                   |                     |                       |                                              |                                         |                              |                |
|                                                |                     |                       |                                              |                                         | Ikke egnet til E10-brændstof |                |

### Dieselmotorer
|                                                | 1.3 Multijet              | 1.9 D              | 1.9 JTD                   | 1.9 JTD                   | 1.9 Multijet              |
| Byggeår                                        | 6/2003−8/20051            | 9/1999−6/2003      | 9/1999−10/2001            | 10/2001−6/2003            | 6/2003−8/2005             |
| Motordata                                      |                           |                    |                           |                           |                           |
| Motorkode                                      | 188A9000                  | 188A3000           | 188A2000                  | 188A7000                  | 188B2000                  |
| Motortype                                      | R4-dieselmotor            | R4-dieselmotor     | R4-dieselmotor            | R4-dieselmotor            | R4-dieselmotor            |
| Antal ventiler pr. cylinder                    | 4                         | 2                  | 2                         | 2                         | 2                         |
| Ventilstyring                                  | DOHC, kæde                | OHC, tandrem       | OHC, tandrem              | OHC, tandrem              | OHC, tandrem              |
| Fødesystem                                     | Commonrail                | Forkammer          | Commonrail                | Commonrail                | Commonrail                |
| Trykladning                                    | Turbolader, ladeluftkøler | –                  | Turbolader, ladeluftkøler | Turbolader, ladeluftkøler | Turbolader, ladeluftkøler |
| Køling                                         | Vandkøling                | Vandkøling         | Vandkøling                | Vandkøling                | Vandkøling                |
| Boring × slaglængde                            | 69,6 × 82,0 mm            | 82,0 × 90,4 mm     | 82,0 × 90,4 mm            | 82,0 × 90,4 mm            | 82,0 × 90,4 mm            |
| Slagvolume                                     | 1248 cm³                  | 1910 cm³           | 1910 cm³                  | 1910 cm³                  | 1910 cm³                  |
| Kompressionsforhold                            | 18,0:1                    | 22,6:1             | 18,45:1                   | 18,45:1                   | 18,0:1                    |
| Maks. effekt ved omdr./min.                    | 51 kW (70 hk) 4000        | 44 kW (60 hk) 4500 | 59 kW (80 hk) 3000        | 63 kW (85 hk) 3500        | 74 kW (100 hk) 4000       |
| Maks. drejningsmoment ved omdr./min.           | 180 Nm 1750               | 118 Nm 2250        | 196 Nm 1500               | 196 Nm 1500               | 260 Nm 1750               |
| Kraftoverførsel                                |                           |                    |                           |                           |                           |
| Drivende hjul                                  | Forhjul                   | Forhjul            | Forhjul                   | Forhjul                   | Forhjul                   |
| Gearkasse                                      | 5-trins manuel            | 5-trins manuel     | 5-trins manuel            | 5-trins manuel            | 5-trins manuel            |
| Præstationer                                   |                           |                    |                           |                           |                           |
| Topfart                                        | 164 km/t                  | 155 km/t           | 170 km/t                  | 173 km/t                  | 185 km/t                  |
| Acceleration 0-100 km/t                        | 13,4 sek.                 | 15,0 sek.          | 12,2 sek.                 | 12,2 sek.                 | 9,6 sek.                  |
| Brændstofforbrug pr. 100 km ved blandet kørsel | 4,5 liter Diesel          | 5,7 liter Diesel   | 4,9 liter Diesel          | 4,9 liter Diesel          | 5,3 liter Diesel          |
| CO2-udslip ved blandet kørsel                  | 119 g/km                  | 150 g/km           | 130 g/km                  | 130 g/km                  | 140 g/km                  |

## Zastava 10

### Historie
Efter sanktioner mod Serbien og NATO's luftangreb blev produktionen af de oprindelige Zastava-modeller næsten indstillet fuldstændigt. Også udviklingen af nye modeller og ny teknik gik i stå i 1990'erne. På grund af dette var Zastava tvunget til at finde sig en investor eller partner. Det blev så Fiat.
Dette resulterede i, at Zastava 10 i 2006 blev introduceret som en licenskopi af Fiat Punto. Det første år blev bilen stadigvæk bygget på Fiats fabrikker med Zastavas logo. I 2007 leverede Fiat de nødvendige anlæg til produktionen af Zastava 10 til Serbien, hvor modellen siden er blevet bygget på fabrikken i Kragujevac. Bilen sælges i f.eks. Bulgarien og Albanien under navnet Fiat Punto.

### Motorer og udstyr
Motorer
Zastava 10 findes kun med én motorvariant:
- 1,2-liters benzinmotor med fire cylindre på 1.242 cm³ med 44 kW (60 hk)

Udstyr
Zastava 10 findes kun som femdørs med fem forskellige udstyrspakker:
| Udstyr                        | Standard | Standard+ | Comfort | Dynamic | Impressionante |
| ----------------------------- | -------- | --------- | ------- | ------- | -------------- |
| ABS/ESP                       |          |           |         |         |                |
| Førerairbag                   |          |           |         |         |                |
| Passagerairbag                |          |           |         |         |                |
| El-ruder og centrallåsesystem |          |           |         |         |                |
| Klimaanlæg                    |          |           |         |         |                |